# Métroklés
Métroklés, známý také jako Métroklés z Maroneia, řecky Μητροκλῆς (4. stol. př. n. l. – 3. stol. př. n. l.) byl starověký řecký filozof žijící kynickým způsobem života. Jeho spisy se nezachovaly, údajně je sám spálil. Hlavní zdroj informací o něm je Díogenés Laertios.

## Život
Rok jeho narození a úmrtí není přesně znám. Pocházel z města Maroneia v Thrákii. Jeho rodina přišla do Athén, kde se Métroclés stal žákem kynického filosofa Kratéta z Théb. Jeho sestra Hipparchia se provdala za Kratéta a žila s ním stejným způsobem života.
"Když se kdysi při vyučování uprdl, byl z toho tak zničen, že se uzavřel v zoufalství doma, chtěje zemříti hladem. Když se o tom dověděl Kratés, přišel k němu na vyzvání, poživ schválně mnoho bobů. Nejprve se ho snažil přesvědčit rozumovými důvody, že neučinil nic zlého; byl by prý div, kdyby se větry neuvolňovaly přirozenou cestou. Nakonec mu dodal odvahy sám se uprdnuv, takže ho utěšil tím, že se dopustil stejného poklesku jako on."